# Mijitt OS
Mijitt OS es el nombre de la distribución y proyecto libre   La versión inicial fue una versión de prueba de Mijitt OS 2.0, y la última versión estable es Mijitt OS 2.2.

## Características
Mijitt OS está basado en (O comparte muchas características con) OpenSuse 12.2 y por ende sus aplicaciones pueden ser las mismas, ofreciendo por ejemplo:
- AppArmor: otorga permisos a las aplicaciones en función de cómo se ejecutan e interaccionan con el sistema.
- YaST: una aplicación que openSUSE utiliza para administrar el sistema e instalar software.
- Xen: software de virtualización.
- KDE y GNOME.
- Compiz: un escritorio 3D que corre sobre Xgl.

## Desarrollo
Su núcleo fue creado con susestudio y su sistema en 32-bits x86. Desde 2011 su desarrollo fue orientado al uso de Mozilla Firefox como navegador principal, pero Google con su nuevo navegador atrae más clientes y por eso el equipo de Mijitt OS elimina Mozilla Firefox pero agrega Google Chrome

## Otras versiones
Se continúa el desarrollo de los recursos de dos distribuciones dedicadas al ámbito personal, y el sistema de 64-bits.